# MorphOS
MorphOS es un sistema operativo, en parte privativo y en parte de código abierto, producido para ordenadores basados en los procesadores PowerPC (PPC), entre los que se encuentran la mayoría de los modelos clásicos de ordenadores Commodore Amiga con aceleradoras PPC Phase5, y los equipos con placa madre Pegasos y EFIKA PPC, así como varios Mac con CPU PPC G4 y G5 (Mac Mini G4 desde la versión 2.4, eMac G4 desde la 2.5, Power Mac G4 desde la 2.6, PowerBook desde la 3.0 y Power Mac G5 desde la 3.2), así como los Sam460 de ACube Systems Srl desde la 3.8. El sistema operativo en sí es propietario, pero muchas de sus bibliotecas y otros componentes son de código abierto, como Ambient (la interfaz del escritorio). La mariposa azul es el logo característico de este sistema operativo.

## Características y versiones
Actualmente corre únicamente en los procesadores PowerPC de Freescale e IBM, dando soporte a las aplicaciones del AmigaOS MC680x0 original por medio de emulación propietaria, y la mayoría de las aplicaciones nuevas de PPC/Amiga por medio de APIs. Es compatible con AmigaOS 3.1 al nivel de la API pero implementa muchas mejoras que lo hacen más actual, y una GUI mucho más moderna basada en Magic User Interface.
Además de la versión de MorphOS para Pegasos, también existe una versión para Amigas equipadas con tarjetas aceleradoras PPC producidas por Phase5 y DCE. Esta versión es gratuita, aunque se hace más lento luego de un uso continuo de más de dos horas en cada sesión si no se registra, pero el registro es totalmente gratuito . La versión de Morphos para Phase5 más recientemente actualizada es la 1.4.5 del 23 de febrero de 2006, sin embargo no supera en características a la versión de Pegasos.
Una versión de Morphos para EFIKA 5K2, una placa base más reciente que la Pegasos y de pequeño tamaño, basada en el procesador MPC5200B PPC de Freescale, fue mostrada en exposiciones y en reuniones de usuarios de Amiga en Alemania, incluyéndose oficialmente el soporte para EFIKA en la versión 2.0 de 2008.
En la versión 2.4 de octubre de 2009 se incluyó soporte de Apple Mac Mini con CPU PowerPC G4, en la 2.5 de junio de 2010 para eMac G4 y en la 2.6 de octubre de 2010 Power Mac G4.
Se espera que las próximas versiones soporten powerbook. Se ha mostrado funcionando en Power Mac G5 y powerbook G4.

## Historia
El proyecto comenzó en 1999, y está basado en el Micronúcleo de Quark. Las primeras versiones de MorphOS corrían solamente en los modelos clásicos de Amiga 68k equipadas con aceleradoras PPC, y requería partes del AmigaOS para poder funcionar. Un esfuerzo mutuo entre las compañías bPlan (de la cual el principal programador de MorphOS es socio) y Thendic-Francia en 2002, resultó en la primera versión no prototipo de MorphOS para ordenadores Amiga basados en Pegasos.
En 2003 siguió un año comercialmente ocupado, con apariciones en convenciones y exhibiciones en diferentes lugares del mundo, incluyendo el Consumer Electronics Show de Las Vegas (CES). Thendic-France ha tenido problemas financieros y quebró, sin embargo esta colaboración continúa bajo el nuevo nombre de "Genesi".
Luego de algunos desacuerdos en el equipo que desarrolla MorphOS, entre 2003 y 2004 el escritorio Ambient fue lanzado bajo licencia GPL y ahora es desarrollado activamente por la comunidad de MorphOS. Dos escritorios alternativos de MorphOS han visto la luz: Nemesis y Scalos. Morphos actualmente se encuentra en desarrollo y hay una comunidad de usuarios, así como desarrolladores, que dan soporte al sistema operativo.
Dos deficiencias claves de MorphOS han sido la ausencia de una pila TCP/IP nativa y un navegador Web con funcionalidades modernas (principalmente con soporte para CSS). Sin embargo, en la actualidad la comunidad de Morphos ha solucionado esto con MOSnet, una pila TCP/IP, y Sputnik un navegador KHTML, basado en WebCore S60. Una primera versión en desarrollo de Sputnik, fue lanzada al público general el 11 de noviembre de 2006, y posteriormente una versión más avanzada el 10 de marzo de 2007. Por lo que actualmente también se encuentra en pleno desarrollo. Desde la versión 2.3 también está disponible Origyn Web Browser basado en WebKit.

### Historial de versiones 2.x y 3.x
| Versión | Fecha                   | Información               | Notas |
| ------- | ----------------------- | ------------------------- | --- |
| 2.0     | 30 de junio de 2008     | MorphOS 2.0 release notes | Añadido soporte de Efika 5200B                                                                                        |
| 2.1     | 6 de septiembre de 2008 | MorphOS 2.1 release notes | Soporte para Efika Audio                                                                                              |
| 2.2     | 20 de diciembre de 2008 | MorphOS 2.2 release notes | TrueCrypt es compatible con suites de cifrado de discos.                                                              |
| 2.3     | 6 de agosto de 2009     | MorphOS 2.3 release notes | Origyn Web Browser es ahora el navegador por defecto del sistema operativo.                                           |
| 2.4     | 12 de octubre de 2009   | MorphOS 2.4 release notes | Añadido soporte de Mac mini G4                                                                                        |
| 2.5     | 4 de junio de 2010      | MorphOS 2.5 release notes | Añadido soporte de eMac G4                                                                                            |
| 2.6     | 10 de octubre de 2010   | MorphOS 2.6 release notes | Añadido soporte de Power Mac G4                                                                                       |
| 2.7     | 2 de diciembre de 2010  | MorphOS 2.7 release notes | Soporte implementado para plataformas Power Mac G4                                                                    |
| 3.0     | 8 de junio de 2012      | MorphOS 3.0 release notes | Añadido soporte de PowerBook G4                                                                                       |
| 3.1     | Julio de 2012           | MorphOS 3.1 release notes | Corrección de errores                                                                                                 |
| 3.2     | Mayo de 2013            | MorphOS 3.2 release notes | Añadido soporte de iBook G4 y Power Mac G5                                                                            |
| 3.3     | Septiembre de 2013      | MorphOS 3.3 release notes | Soporte de correcciones para algunos modelos iBook G4                                                                 |
| 3.4     | Diciembre de 2013       | MorphOS 3.4 release notes | Rendimiento de R300 3D implementado; soporte para resoluciones de pantalla no nativas en varios modelos PowerBook[31] |
| 3.5     | Febrero de 2014         | MorphOS 3.5 release notes | Soporte para modelos PowerMac 7,2 y Power Mac G5.                                                                     |
| 3.6     | Junio de 2014           | MorphOS 3.6 release notes | Soporte de Broadcom Wi-Fi, soporte para AMD R400, sistema de archivos SMBFS, Servidor VNC y un cliente Sysenergy.     |
| 3.7     | Agosto de 2014          | MorphOS 3.7 release notes | Corrección de errores                                                                                                 |
| 3.8     | Mayo de 2015            | MorphOS 3.8 release notes | Añadido soporte Sam460                                                                                                |
| 3.9     | Junio de 2015           | Morphos 3.9 release notes | Corrección de errores                                                                                                 |

## Componentes
Componentes incluidos en MorphOS (disponible solamente en inglés):
- Ambient desktop—el escritorio predeterminado de MorphOS , inspirado en otros como Workbench y Directory Opus: 1.43.0 - octubre de 2006
- CyberGraphX—Sistema RTG : 5.0 - es la última versión de CYBERGRAPHICS
- TinyGL—emulación OpenGL clone + Warp3D (API RAVE de bajo nivel) : V 50
- Magic User Interface—principal herramienta para la GUI : 4.0 - Beta : abril de 2007
- Trance JIT—JIT traductor de código para aplicaciones 68k : v. 50 - diciembre de 2006
- QBox—administra los sistemas de bajo nivel - PARA EL FUTURO DE MORPHOS
- ABox—un clon de la API de AmigaOS para PPC que es compatible a nivel binario con 68k (mediante emulación JIT) y programas de Amiga PPC clásicos (similar, y basado en parte, en AROS Research Operating System (AROS)) - A/BOX se encuentra en evolución constante desde 1995

## Hardware compatible

### Amiga
- Commodore Amiga 1200 con tarjeta aceleradora Blizzard PPC
- Amiga 3000 tarjeta aceleradora CyberStorm PPC
- Commodore Amiga 4000 con tarjeta aceleradora CyberStormPPC

### Apple
- Mac mini G4
- eMac
- Power Mac G4
- Power Mac G5
- Power book G4
- Ibook G4

### Genesi/bPlan GmbH
- EFIKA
- Pegasos I G3
- Pegasos II G3/G4